# 유무 (성양혜왕)
성양혜왕 유무(城陽惠王 劉武, ? ~ 기원전 98년) 혹 성양혜왕(城陽慧王)은 중국 전한의 황족 · 제후왕으로, 성양왕이다. 성양경왕 유의의 아들이다.
아버지가 성양경왕 9년(기원전 109년)에 죽자 성양왕을 계승했다. 성양혜왕 11년(기원전 98년)에 죽어 아들 성양강왕 유순이 성양왕을 계승했다.

## 가계
- 성양경왕 유의
  - 성양혜왕 유무
    - 성양강왕 유순
    - 강양후(江陽侯) 유인(劉仁)
    - 고향절후(高鄕節侯) 유휴(劉休)

강양후는 원봉 6년(기원전 75년) 11월 을축일에, 고향절후는 감로 4년(기원전 50년) 11월 임신일에 봉해졌다.